# Sant Marcèu de la Cauna
Sant Marcèu de la Cauna és un municipi francès situat al departament de l'Ardecha i a la regió d'Alvèrnia-Roine-Alps. L'any 2007 tenia 2.376 habitants.

## Demografia

### Població
El 2007 la població de fet de Saint-Marcel-d'Ardèche era de 2.376 persones. Hi havia 975 famílies de les quals 295 eren unipersonals (165 homes vivint sols i 130 dones vivint soles), 296 parelles sense fills, 328 parelles amb fills i 56 famílies monoparentals amb fills.
La població ha evolucionat segons el següent gràfic:
Habitants censats

### Habitatges
El 2007 hi havia 1.194 habitatges, 1.010 eren l'habitatge principal de la família, 108 eren segones residències i 76 estaven desocupats. 1.047 eren cases i 129 eren apartaments. Dels 1.010 habitatges principals, 742 estaven ocupats pels seus propietaris, 227 estaven llogats i ocupats pels llogaters i 41 estaven cedits a títol gratuït; 15 tenien una cambra, 66 en tenien dues, 146 en tenien tres, 297 en tenien quatre i 486 en tenien cinc o més. 716 habitatges disposaven pel capbaix d'una plaça de pàrquing. A 441 habitatges hi havia un automòbil i a 499 n'hi havia dos o més.

### Piràmide de població
La piràmide de població per edats i sexe el 2009 era:
| Homes | Edats   | Dones |
| ----- | ------- | ----- |
| 0     | 95 o +  | 0     |
| 4     | 90 a 94 | 4     |
| 12    | 85 a 89 | 16    |
| 12    | 80 a 84 | 8     |
| 28    | 75 a 79 | 24    |
| 48    | 70 a 74 | 64    |
| 52    | 65 a 69 | 52    |
| 60    | 60 a 64 | 56    |
| 52    | 55 a 59 | 60    |
| 84    | 50 a 54 | 76    |
| 88    | 45 a 49 | 72    |
| 80    | 40 a 44 | 88    |
| 68    | 35 a 39 | 112   |
| 84    | 30 a 34 | 80    |
| 60    | 25 a 29 | 68    |
| 56    | 20 a 24 | 48    |
| 100   | 15 a 19 | 48    |
| 60    | 10 a 14 | 52    |
| 76    | 5 a 9   | 48    |
| 52    | 0 a 4   | 68    |

## Economia
El 2007 la població en edat de treballar era de 1.556 persones, 1.094 eren actives i 462 eren inactives. De les 1.094 persones actives 976 estaven ocupades (552 homes i 424 dones) i 118 estaven aturades (46 homes i 72 dones). De les 462 persones inactives 161 estaven jubilades, 138 estaven estudiant i 163 estaven classificades com a «altres inactius».

### Ingressos
El 2009 a Saint-Marcel-d'Ardèche hi havia 986 unitats fiscals que integraven 2.334 persones, la mediana anual d'ingressos fiscals per persona era de 18.938 €.

### Activitats econòmiques
Dels 115 establiments que hi havia el 2007, 3 eren d'empreses alimentàries, 1 d'una empresa de fabricació de material elèctric, 9 d'empreses de fabricació d'altres productes industrials, 31 d'empreses de construcció, 19 d'empreses de comerç i reparació d'automòbils, 4 d'empreses de transport, 6 d'empreses d'hostatgeria i restauració, 1 d'una empresa d'informació i comunicació, 1 d'una empresa financera, 14 d'empreses de serveis, 14 d'entitats de l'administració pública i 12 d'empreses classificades com a «altres activitats de serveis».
Dels 34 establiments de servei als particulars que hi havia el 2009, 1 era una oficina de correu, 1 funerària, 1 taller de reparació d'automòbils i de material agrícola, 9 paletes, 2 guixaires pintors, 4 fusteries, 3 lampisteries, 4 electricistes, 5 perruqueries, 3 restaurants i 1 saló de bellesa.
Dels 6 establiments comercials que hi havia el 2009, 1 era una botiga de menys de 120 m², 2 fleques, 1 una carnisseria, 1 una botiga de roba i 1 una floristeria.
L'any 2000 a Saint-Marcel-d'Ardèche hi havia 73 explotacions agrícoles que ocupaven un total de 987 hectàrees.

## Equipaments sanitaris i escolars
L'únic equipament sanitari que hi havia el 2009 era una farmàcia.
El 2009 hi havia 2 escoles elementals.

## Poblacions més properes
El següent diagrama mostra les poblacions més properes.